# The Quest
The Quest — двадцать второй студийный альбом английской прогрессив-рок-группы Yes, выпущенный 1 октября 2021 года на Inside Out Music и Sony Music. Это их первый студийный альбом с участием Билли Шервуда со времён The Ladder (1999), который заменил басиста-основателя Криса Сквайра после его смерти в 2015 году и первый альбом без каких-либо первоначальных участников. Это также их последний студийный альбом с участием давнего барабанщика Алана Уайта после его смерти в 2022 году. Продюсером альбома выступил гитарист Стив Хау.
После завершения гастрольных обязательств в июле 2019 года Yes начали сотрудничать над новым материалом, обмениваясь идеями песен в Интернете. Последующая пандемия COVID-19 привела к отмене всех гастролей в марте 2020 года, что дало им возможность сосредоточиться на альбоме во время изоляции. Когда песни были аранжированы, альбом был записан в Калифорнии и Англии, а оркестровые аранжировки Пола К. Джойса были исполнены оркестром FAMES в Северной Македонии. Основным автором текстов был фронтмен Джон Дэвисон, который писал на различные темы, включая надежду, оптимизм и экологические проблемы.
The Quest был выпущен в различных форматах, включая CD, LP, Blu-ray Disc и на цифровых платформах, и дебютировал в UK Albums Chart под номером 20. Альбом получил в целом положительные отзывы за продюсирование Хау и как общее улучшение по сравнению с предыдущим альбомом Yes Heaven & Earth (2014), хотя некоторые негативные отзывы ссылались на то, что альбому не хватает уникальных или отдельных песен.

## Об альбоме
В июле 2019 года состав Yes в составе Стив Хау, Алан Уайт, Джефф Даунс, Джон Дэвисон и Билли Шервуд со вторым приглашённым барабанщиком Джеем Шеллином завершила 28-дневный Royal Affair Tour, в рамках которого группа выступила хедлайнером пакетного тура по США, включавшего выступления Asia, Джона Лоджа и Carl Palmer’s ELP Legacy with Arthur Brown. Примерно в это время соучредитель InsideOut Music Томас Вабер спросил группу, готовы ли они записать новый студийный альбом. Yes планировали возобновить гастроли с марта 2020 года, продолжив свой тур Album Series Tour с полным исполнением альбома Relayer (1974), но он был перенесён на 2021 год, а затем на 2022 год из-за последующей пандемии COVID-19 и самоизоляцией. Эта ситуация дала группе возможность поработать над новым альбомом, первым с Heaven & Earth (2014). Это первый альбом Yes с участием Шервуда со времен The Ladder (1999), который заменил оригинального басиста Криса Сквайра после его смерти в 2015 году, и первый альбом без участия основателей группы. Он также станет последним альбомом Yes, выпущенным до смерти барабанщика Алана Уайта через семь месяцев после выхода альбома.

## Сочинение песен и запись
Yes начали писать для альбома в ноябре 2019 года, за месяц до начала эпидемии COVID-19, а остальная часть была готова в следующем году. Хау становился все более недовольным записью с внешними продюсерами, которые порой «не до конца понимали, что это за группа», и предложил себя в качестве продюсера альбома, что и было согласовано. Поскольку группа не могла собраться вместе, они разрабатывали песни, обмениваясь идеями в Интернете, которые хранились в студии Кёртиса Шварца в Ардингли, Западный Сассекс, принадлежащей Кёртису Шварцу, звукоинженеру и миксующему альбома. Хау сказал, что в идеях, представленных группой, было «много творчества», и он хотел, чтобы альбом отличался от того, что Yes делали раньше. Дэвисон хотел особенно поддержать Хау во время работы над альбомом и «дать ему возможность блеснуть». Типичный вариант предполагал, что один из участников группы создавал инструментальную часть трека, а Дэвисон затем брал и разрабатывал вокальные линии и лирические идеи. Дэвисон предпочитал писать таким образом, поскольку это позволяло ему работать в собственной студии и в собственном темпе, в отличие от давления работы «по часам» в профессиональном учреждении. Затем Хау просеивал то, что было записано, предлагая части, которые следовало доработать или отбросить. У Дэвисона не было заранее определённой программы для своих текстов, но он был вдохновлён написать о жизни, своей судьбе и экологии, и заметил, что Хау представил лирические идеи на похожие темы. Хау подошёл к процессу написания с осторожностью, что он также делал для Fly from Here (2011) и Heaven & Earth, чтобы убедиться, что песни были полностью аранжированы и удовлетворили всех участников до записи. К концу 2019 года Yes записали «Damaged World» и «Future Memories». Песня «Dare to Know» была записана в период между 2019 и 2020 годами, когда участники Yes удалённо обменивались идеями во время пандемии COVID-19.
Альбом был записан в 2020 году в 2021 году в двух основных местах; Уайт и Шервуд сначала записали свои партии ударных и баса в Uncle Rehearsal Studios в Ван Найс, Калифорния, а Шеллин внёс свой вклад в перкуссию. После того как Дэвисон поделился с группой файлами записи в Интернете, он отправился в Англию, чтобы присоединиться к Даунсу и Хау в студии Кёртиса Шварца, где и был закончен альбом. В The Quest есть оркестровые аранжировки, которые, по словам Хау, должны были «дополнить и усилить общее звучание», после того как идея их использования пришлась ему по душе. Даунс чувствовал, что оркестр дополняет его клавишные партии, а не создаёт ситуацию «я против них».. Ранее Yes уже использовали оркестр в двух других студийных альбомах, Time and a Word (1970) и Magnification (2001). Партии были написаны английским композитором и аранжировщиком Полом Джойсом, давним поклонником группы, который создал оркестровки для сольного альбома Хау Time (2012). Джойс написал полную партитуру для оркестра из 47 человек, которая была исполнена оркестром студии FAMES в Скопье, Северная Македония, с дирижёром Олегом Кондратенко. Шварц и Хау смикшировали альбом в марте 2021 года.
InsideOut Music предложил, чтобы альбом был меньше 50 минут, и группа выбрала восемь треков в окончательном порядке. Лейбл предложил добавить на второй диск дополнительные треки, записанные во время сессий, поэтому Yes выбрали три песни, которые, по словам Хау, были «высококачественными резервными треками» и не обязательно были теми, которые они бы отбросили. Он добавил, что двухдисковая конфигурация The Quest — это не полноценный двойной альбом, а «вторая часть истории».

## Песни
Впервые было объявлено, что песня «The Ice Bridge» была написана Даунсом и Дэвисоном и состоит из трёх частей. Она возникла из идеи Даунса, на основе которой Дэвисон разработал лирические и мелодические линии. Трек начинается в тональности до минор, которая, по словам Хау, привносит «мрачное и угрюмое» настроение, а также звуки разбивающегося льда. Даунс сказал, что открывающая фанфара на клавишных является одной из его «фирменных фишек» и была сыграна как дань уважения группе. В тексте песни затрагивается проблема изменения климата. На следующий день после выхода песни в качестве цифрового сингла Даунс ответил на слухи о том, что рифф песни похож на «The Dawn of an Era» английского композитора Фрэнсиса Монкмана. Первоначально Даунс пояснил, что песня «The Ice Bridge» была написана им в 1977 году во время сочинения джинглов и библиотечной музыки для музыкальной продюсерской компании Вест-Энда, и что он считает песню достойной дальнейшего развития в Yes. Однако Даунс ошибочно посчитал, что композиция принадлежит ему, поскольку на той же плёнке была записана песня Монкмана. После того, как они установили контакт, Монкман получил авторский гонорар. Начальный клавишный рифф сравнивали с «Fanfare for the Common Man» Аарона Копленда, адаптированной и сыгранной группой Emerson, Lake & Palmer.
Песня «Dare to Know» была записана в период с 2019 по 2020 год, когда участники Yes обменивались идеями удалённо во время пандемии COVID-19. В песне звучит солидерский и гармоничный вокал Хау и Джона Дэвисона. В песне использована оркестровая аранжировка с восходящим духовым рефреном в исполнении оркестра студии Fame под управлением Олега Кондратенко. Во время выхода песни Хау сказал: «Центральная часть оставляет оркестр в покое, чтобы проработать и развить звучание темы, а затем дополняет заключительные минуты песни, когда она отдыхает, каденцией акустической гитары».
Песня «Minus the Man» посвящена поиску «вечного сознания с помощью технологий». В «Leave Well Alone» Хау играет на японском кото. В песне «The Western Edge» Дэвисон разделил вокал с Шервудом, после того как тот предложил каждому придумать свою вокальную партию и соединить два трека в студии. Дэвисон сказал, что это «случайное сотрудничество» дало более уникальный результат. Шервуд записал демо-версию трека, после чего Дэвисон разработал мелодии и тексты.
Песня «A Living Island» была вдохновлена, когда Дэвисон провёл время в изоляторе на Барбадосе, где он «действительно искал душу» в её лирическом послании: «Я почувствовал необходимость выразить словами все эти сильные мысли и чувства и моё личное восприятие всего этого.» По мере развития песни текст меняется с личной точки зрения на пожелание глобального благополучия. Вокал Дэвисона для трека был записан на его домашней студии на Барбадосе, поскольку группа посчитала, что оригинальные дубли были слишком сильными и эмоциональными, чтобы перезаписывать их. Заключительная тема была тем, над чем Даунс работал некоторое время до этого, и использовал её фрагмент на Halcyon Hymns (2021), альбоме своего сайд-проекта Downes Braide Association. Он назвал её «грандиозной темой» с «большими мажорными аккордами» в стиле, похожем на композиции Yes «And You and I» и «Awaken», и решил, что это хороший способ закрыть альбом.
«Mystery Tour» — это дань уважения The Beatles и их влиянию на музыку и культуру. «Damaged World» стала первой песней, над которой Yes сотрудничали для альбома в ноябре 2019 года.

## Выпуск
The Quest был анонсирован на официальном сайте группы, YesWorld 7 июля 2021 года с указанием трек-листа, обложки и запланированной даты выхода. The Quest планируется выпустить в пяти различных версиях: диджипак на 2CD, ограниченный делюксовый бокс-сет, содержащий 2LP, 2CD и Blu-ray Disc, артбук с ограниченным тиражом на двух компакт-дисках и дисках Blu-ray, конверт с разворотом. LP и 2-CD выпускаются с буклетом и на различных цифровых платформах. «The Ice Bridge» был выпущен в цифровом формате 23 июля 2021 года, включая видео на YouTube с текстами песен и иллюстрацией Дина. То же самое было выпущено для «Dare to Know» 1 сентября 2021 года.
В первую неделю альбом достиг 20-го места в чарте UK Albums Chart.

## Отзывы критиков
| Оценки критиков | Оценки критиков |
| Источник        | Оценка          |
| --------------- | --------------- |
| Classic Rock    | [ 21 ]          |
| Prog Radio      | [ 26 ]          |
| Spill Magazine  | 8/10            |
| Uncut           | 7/10            |

Дэниел Уиллис из журнала RIFF поставил альбому оценку 6 из 10. Он считает, что хотя альбом является «мастер-классом в прог-роке, он сохраняет одинаковое звучание не только внутри себя, но и со времён самых известных хитов группы» 1970-х годов. Он выделил «The Ice Bridge», «Dare to Know» и «Mystery Tour» как песни, выделяющиеся на фоне остальных, которые «синтезаторные и кинематографические, лёгкие на хуки и риффы, без припевов, которые задерживаются в голове». Джефф Бейли из The Prog Report сказал, что альбом «звучит как работа нового состава, с новым подходом» и похвалил «красиво богатые гитарные текстуры» Хау. По его мнению, три бонус-трека были песнями, которые «не очень подходят», но он отметил, что последовательность сделала альбом «текучим». Sonic Perspectives поставил The Quest оценку 8,4 из 10, классифицировав его как «Отличный». В своей неоднозначной рецензии Скотт Медина назвал продюсирование и музыкальность альбома самыми сильными показателями, но снизил оценки за сочинение песен и оригинальность. Он высоко оценил решение назначить Хау продюсером, хотя и сказал, что «больше огня» в написании песен «перевело бы альбом из разряда достойных в разряд отличных». Несмотря на это, Медина считает альбом улучшенным по сравнению с Heaven & Earth.
Рецензент Ultimate Classic Rock Майкл Галлуччи написал, что с альбомом The Quest группа «снова окунулась в бассейн ностальгии» и «прошла через некоторые знакомые движения». Хотя он сказал, что альбом «начинается в правильном месте» с «The Ice Bridge» и «Dare to Know», звучащих как «классический Yes», он начинает становиться «ещё более серьёзным и метафизическим в своих размышлениях» с «Minus the Man» и «Future Memories». Галлуччи резюмировал, что альбом «устремлён назад» и следует «хорошо избитым путём», но похвалил соло и, в частности, «A Living Island». В рецензии для Classic Rock Джефф Бартон поставил The Quest три звезды из пяти. Он написал, что, несмотря на сильное начало, альбом «идёт вразнос», поскольку несколько треков внезапно пробиваются оркестром, а затем «так же быстро затухают». Остальная часть альбома «становится все более банальной и неинтересной», в песнях не хватает драматизма. Бартон резюмировал альбом как «противоречивый». Журнал Glide опубликовал неоднозначную рецензию Эндрю Кенни. Он утверждал, что Шервуд доказал, что он умело заменяет Сквайра на сцене, а его «бегущие басы и высокие тона» обеспечивают хорошую основу для того, чтобы Хау и Даунс могли риффовать друг с другом. Он похвалил «чёткие, резкие» барабанные партии Уайта и вокальные гармонии на «Minus the Man», несмотря на то, что эта композиция «немного убивает динамику». Кенни назвал «Leave Well Alone» «настоящей классикой Yes в процессе создания», а «The Western Edge» — кульминационным моментом альбома, хотя, несмотря на то, что «A Living Island» — наименее «звучащий» трек Yes, он также является сильным моментом. Он считает, что второму диску не хватает «удара и качества» основного сета, но половина альбома «заслуживает регулярной концертной ротации»..

## Список композиций
| №                   | Название                                                                        | Автор(ы)                                   | Длительность |
| ------------------- | ------------------------------------------------------------------------------- | ------------------------------------------ | ------------ |
| 1.                  | «The Ice Bridge - I «Eyes East» - II «Race Against Time» - III «Interaction»    | Джон Дэвисон, Фрэнсис Монкман, Джефф Даунс | 7:01         |
| 2.                  | «Dare to Know»                                                                  | Стив Хау                                   | 6:00         |
| 3.                  | «Minus the Man»                                                                 | Дэвисон, Билли Шервуд                      | 5:35         |
| 4.                  | «Leave Well Alone - I «Across the Border» - II «Not for Nothing» - III «Wheels» | Хау                                        | 8:06         |
| 5.                  | «The Western Edge»                                                              | Дэвисон, Шервуд                            | 4:26         |
| 6.                  | «Future Memories»                                                               | Дэвисон                                    | 5:08         |
| 7.                  | «Music to My Ears»                                                              | Хау                                        | 4:41         |
| 8.                  | «A Living Island - I «Brave the Storm» - II «Wake Up» - III «We Will Remember»  | Дэвисон, Даунс                             | 6:52         |
| Общая длительность: | Общая длительность:                                                             | Общая длительность:                        | 47:49        |

| №                   | Название               | Автор(ы)            | Длительность |
| ------------------- | ---------------------- | ------------------- | ------------ |
| 9.                  | «Sister Sleeping Soul» | Хау                 | 4:51         |
| 10.                 | «Mystery Tour»         | Хау                 | 3:33         |
| 11.                 | «Damaged World»        | Хау                 | 5:20         |
| Общая длительность: | Общая длительность:    | Общая длительность: | 13:44        |

## Участники записи
Сведения взяты из буклета альбома.

### Yes
- Джон Дэвисон — ведущий вокал (треки 1, 3, 5, 6, 8–10), вокальный дуэт (треки 2, 4, 7, 11), гитара Fender F-310-12 (6 трек), акустическая ритм-гитара Martin D-28[англ.] (11 трек)
- Стив Хау — гитары [ акустическая Gibson J[англ.]-15 (1 трек), Gibson Les Paul Roland (треки 1, 8), Gibson Les Paul Junior[англ.] (2 трек), Gibson ES-175D (треки 2, 4, 7, 11), Gibson ES-345 (трек 3), Variax[англ.] Sitar Guitar (трек 1), Martin MC-28 acoustic (треки 2, 5, 8, 10), Martin 12-string acosutic (треки 2, 7), Martin MC-38 SH acoustic (треки 4, 7, 11), Martin 0018 'Nashville Tuning' acoustics (трек 11), Fender Stratocaster (треки 2, 4, 7), Fender Telecaster (треки 3, 10), Telecaster volume and tone pedal rhythm guitar (трек 7), Fender Stringmaster steel[англ.] (треки 4–6), Португальская 12-струнная гитара (трек 9), Steinberger[англ.] GM4T (трек 11), Педальные слайд-гитары Sho Bud[англ.] (трек 11)], мандолина [Fender Electric mandolin (трек 1), Gibson F4 mandolin (трек 4)], кото (трек 4), автоарфа (трек 4), вокальный дуэт (треки 2, 4, 7, 11), вокал (треки 9, 10)
- Джефф Даунс — фортепиано (треки 1, 4, 7, 8), орган Хаммонда (треки 1, 2, 8, 10, 11), синтезаторы (треки 1, 3–5, 7, 9, 11), орган (треки 4, 6), меллотрон (треки 7, 10), Fender Rhodes piano (трек 10)
- Билли Шервуд?! — бас-гитара [Spector (треки 1, 2, 4, 5, 7, 8, 10, 11), Spector fretless (треки 6, 9), Rickenbacker 4001[англ.] (трек 3)], вокал (трек 5, 6, 10), Fender Rhodes piano (трек 3), keyboards (трек 5), акустическая гитара (трек 5)
- Алан Уайт — ударные  (треки 1-5, 7-11)

### Дополнительные музыканты
- Джей Шеллин[англ.] — перкуссия
- FAMES Studio Orchestra
- Пол К. Джойс[англ.] — оркестровка
- Олег Кондратенко — дирижёр

### Производственный персонал
- Стив Хау — продюсер, подготовительный звукоинжинеринг, запись гитары
- Кёртис Шварц — звукоинжинеринг, микширование, фотосъёмка сессий записи
- Саймон Хейворт[англ.] — мастеринг
- Джефф Даунс — подготовительные работы, запись клавишных инструментов
- Джон Дэвисон — подготовительный звуконжинеринг, запись вокала
- Билли Шервуд — подготовительный звукоинжинеринг, запись бас-гитары, запись ударных и перкуссии
- Ален Хадзи Стефанов — звукорежиссёр оркестра
- Теодора Арсовска — оператор Pro tools для оркестра
- Роджер Дин — обложка, логотип
- Даг Готтлиб, Гленн Готтлиб (Братья Готтлиб) — дизайн пластинки, портреты Yes
- Джиджи Уайт — фотосъёмка сессий записи

## Чарты
| Чарт (2021)                                   | Высшая позиция |
| --------------------------------------------- | -------------- |
| Австрия (Ö3 Austria)                          | 14             |
| Бельгия/Валлония (Ultratop)                   | 30             |
| Бельгия/Фландрия (Ultratop)                   | 72             |
| Великобритания (UK Albums Chart)              | 20             |
| Великобритания (UK Rock & Metal Albums Chart) | 1              |
| Германия (Offizielle Top 100)                 | 7              |
| Испания (PROMUSICAE)                          | 62             |
| Италия (Classifica album)                     | 60             |
| Нидерланды (Album Top 100)                    | 54             |
| Норвегия (VG-lista)                           | 38             |
| Португалия (AFP)                              | 44             |
| Финляндия (Suomen virallinen lista)           | 40             |
| Франция (SNEP)                                | 85             |
| Швейцария (Schweizer Hitparade)               | 5              |
| Шотландия (Scottish Albums Chart)             | 7              |
| Япония (Billboard Japan)                      | 51             |
| Япония (Oricon)                               | 46             |